# Baraboo (Wisconsin)
Baraboo – miasto w Stanach Zjednoczonych, w stanie Wisconsin, siedziba administracyjna hrabstwa Sauk.